# آدماریوس دونیسا
آدماریوس دونیسا (نام علمی: Adhemarius donysa) نام یک گونه بید از تیره قوش‌بیدان است. این گونه را هربرت دروس در ۱۸۸۹ توصیف کرد و در مکزیک شناخته شده‌است.
احتمالاً دست‌کم دو نسل از این بید در سال به‌وجود می‌آیند.